# Marie Jacqmin
Marie Jacqmin (15 september 1995) is een Belgisch politica voor Les Engagés.

## Biografie
Marie Jacqmin studeerde af als master in de politieke wetenschappen en de internationale relaties, optie vrede, oorlog en conflicten aan de ULB. 
Van 2019 tot 2022 was ze parlementair medewerker van Alda Greoli, parlementslid voor het toenmalige cdH. Vervolgens werd Jacqmin coördinator van de politieke jeugdorganisatie Génération Engagée, de jongerenafdeling van Les Engagés. Ze werd eveneens voorzitter van de afdeling Hannuit-Borgworm van de participatieraad van de Christelijke Mutualiteit.
Bij de Waalse verkiezingen van juni 2024 was Jacqmin lijsttrekker voor Les Engagés in de kieskring Hoei-Borgworm. Ze werd als dusdanig verkozen in het Waals Parlement en kwam indirect eveneens in het Parlement van de Franse Gemeenschap terecht.